# Wahlkreis East Kilbride (Schottisches Parlament)
| East Kilbride                    |
| -------------------------------- |
| East Kilbride · Central Scotland |
| Gebildet                         |
| 1999                             |
| Abgeordneter                     |
| Collette Stevenson (SNP)         |
| Regionen                         |
| South Lanarkshire                |

East Kilbride ist ein Wahlkreis für das Schottische Parlament. Er wurde 1999 als einer von zehn Wahlkreisen der Wahlregion Central Scotland eingeführt. Im Rahmen der Wahlkreisrevision 2011 wurde das Gebiet von East Kilbride deutlich verkleinert. Weite, dünnbesiedelte Gebiete im Süden des Kreises wurden der Wahlregion South of Scotland zugeschlagen, sodass der Wahlkreis nun nur noch aus der namengebenden Stadt East Kilbride selbst und ihrem direkten Umland besteht. Der Wahlkreis entsendet einen Abgeordneten.
Der Wahlkreis erstreckt sich über eine Fläche von 56,4 km2. Im Jahre 2020 lebten 77.590 Personen innerhalb seiner Grenzen.

## Wahlergebnisse

### Parlamentswahl 1999
| Ergebnisse der Parlamentswahl 1999 | Ergebnisse der Parlamentswahl 1999 | Ergebnisse der Parlamentswahl 1999 | Ergebnisse der Parlamentswahl 1999 |
| Partei                             | Kandidat                           | Stimmen                            | %                                  |
| ---------------------------------- | ---------------------------------- | ---------------------------------- | ---------------------------------- |
| Labour                             | Andy Kerr                          | 19.987                             | 48,4                               |
| SNP                                | Linda Fabiani                      | 13.488                             | 32,7                               |
| Conservative                       | Craig Stevenson                    | 4465                               | 10,8                               |
| Liberal Democrats                  | Ewan Hawthorn                      | 3373                               | 8,2                                |
| Wahlbeteiligung: 41.513 (62,16 %)  |                                    |                                    |                                    |

### Parlamentswahl 2003
| Ergebnisse der Parlamentswahl 2003 | Ergebnisse der Parlamentswahl 2003 | Ergebnisse der Parlamentswahl 2003 | Ergebnisse der Parlamentswahl 2003 | Ergebnisse der Parlamentswahl 2003 |
| Partei                             | Kandidat                           | Stimmen                            | %                                  | ±                                  |
| ---------------------------------- | ---------------------------------- | ---------------------------------- | ---------------------------------- | ---------------------------------- |
| Labour                             | Andy Kerr                          | 13.825                             | 40,6                               | −7,8                               |
| SNP                                | Linda Fabiani                      | 8544                               | 25,1                               | −7,6                               |
| Conservative                       | Grace Campbell                     | 3785                               | 11,1                               | +0,3                               |
| Socialist                          | Carolyn Leckie                     | 2736                               | 8,0                                | +8,0                               |
| Parteilos                          | Colin McCartney                    | 2597                               | 7,6                                | +7,6                               |
| Liberal Democrats                  | Alex McKie                         | 2181                               | 6,4                                | −1,8                               |
| Parteilos                          | John Houston                       | 419                                | 1,2                                | +1,2                               |
| Wahlbeteiligung: 34.087 (52,06 %)  |                                    |                                    |                                    |                                    |

### Parlamentswahl 2007
| Ergebnisse der Parlamentswahl 2007 | Ergebnisse der Parlamentswahl 2007 | Ergebnisse der Parlamentswahl 2007 | Ergebnisse der Parlamentswahl 2007 | Ergebnisse der Parlamentswahl 2007 |
| Partei                             | Kandidat                           | Stimmen                            | %                                  | ±                                  |
| ---------------------------------- | ---------------------------------- | ---------------------------------- | ---------------------------------- | ---------------------------------- |
| Labour                             | Andy Kerr                          | 15.334                             | 42,7                               | +2,1                               |
| SNP                                | Linda Fabiani                      | 13.362                             | 37,2                               | +12,1                              |
| Conservative                       | Graham Simpson                     | 4114                               | 11,5                               | +0,4                               |
| Liberal Democrats                  | David Clark                        | 3092                               | 8,6                                | +2,2                               |
| Wahlbeteiligung: 35.902 (53,64 %)  |                                    |                                    |                                    |                                    |

### Parlamentswahl 2011
| Ergebnisse der Parlamentswahl 2011 | Ergebnisse der Parlamentswahl 2011 | Ergebnisse der Parlamentswahl 2011 | Ergebnisse der Parlamentswahl 2011 | Ergebnisse der Parlamentswahl 2011 |
| Partei                             | Kandidat                           | Stimmen                            | %                                  | ±                                  |
| ---------------------------------- | ---------------------------------- | ---------------------------------- | ---------------------------------- | ---------------------------------- |
| SNP                                | Linda Fabiani                      | 14.359                             | 48,0                               | +10,8                              |
| Labour                             | Andy Kerr                          | 12.410                             | 41,5                               | −1,2                               |
| Conservative                       | Graham Simpson                     | 2260                               | 7,6                                | −3,9                               |
| Liberal Democrats                  | Douglas Herbison                   | 468                                | 1,6                                | −7,0                               |
| Parteilos                          | John Houston                       | 414                                | 1,4                                | +1,4                               |
| Wahlbeteiligung: 29.911 (51,35 %)  |                                    |                                    |                                    |                                    |

### Parlamentswahl 2016
| Ergebnisse der Parlamentswahl 2016 | Ergebnisse der Parlamentswahl 2016 | Ergebnisse der Parlamentswahl 2016 | Ergebnisse der Parlamentswahl 2016 | Ergebnisse der Parlamentswahl 2016 |
| Partei                             | Kandidat                           | Stimmen                            | %                                  | ±                                  |
| ---------------------------------- | ---------------------------------- | ---------------------------------- | ---------------------------------- | ---------------------------------- |
| SNP                                | Linda Fabiani                      | 19.371                             | 55,9                               | +7,9                               |
| Labour                             | Lizanne Handibode                  | 8.392                              | 24,2                               | −17,3                              |
| Conservative                       | Graham Simpson                     | 5.857                              | 16,9                               | +9,4                               |
| Liberal Democrats                  | Paul McGarry                       | 1.009                              | 2,9                                | +1,3                               |
| Wahlbeteiligung: (56,6 %)          |                                    |                                    |                                    |                                    |

### Parlamentswahl 2021
| Ergebnisse der Parlamentswahl 2021 | Ergebnisse der Parlamentswahl 2021 | Ergebnisse der Parlamentswahl 2021 | Ergebnisse der Parlamentswahl 2021 | Ergebnisse der Parlamentswahl 2021 |
| Partei                             | Kandidat                           | Stimmen                            | %                                  | ±                                  |
| ---------------------------------- | ---------------------------------- | ---------------------------------- | ---------------------------------- | ---------------------------------- |
| SNP                                | Collette Stevenson                 | 21.149                             | 51,9                               | −4,0                               |
| Labour                             | Monique McAdams                    | 12.477                             | 30,6                               | +6,4                               |
| Conservative                       | Graham Simpson                     | 5.923                              | 14,5                               | −2,4                               |
| Liberal Democrats                  | Paul McGarry                       | 1.217                              | 3,0                                | +0,1                               |
| Wahlbeteiligung: 66 %              |                                    |                                    |                                    |                                    |